# Stadio Enrique Torres Belón
Lo stadio Enrique Torres Belón (in spagnolo Estadio Enrique Torres Belón) è uno stadio di calcio situato nella città di Puno, nell'omonima regione del Perù. L'impianto ospita le partite casalinghe del Club Deportivo Alfonso Ugarte e deve il suo nome a Enrique Torres Belón, ingegnere minerario e uomo politico peruviano originario della regione.

## Storia
Lo stadio ha ospitato tre incontri valevoli per la Coppa Libertadores 1976 tra l'Alfonso Ugarte e, rispettivamente, Alianza Lima, Independiente Santa Fe e Millonarios. Dopo la retrocessione dell'Alfonso Ugarte dalla Segunda División (2007) l'impianto è stato chiuso per consentire lavori di ammodernamento della struttura e non ha ospitato partite per oltre due anni.
Nel 2010 l'Alianza Unicachi, squadra della città di Yunguyo nella provincia di Puno, perdendo la finale della Copa Perú, ha ottenuto la promozione in Segunda División, tuttavia a causa dell'inadeguatezza del proprio impianto casalingo ha deciso di utilizzare l'Estadio Enrique Torres Belón come impianto domestico per le partite di casa disputate nella seconda divisione nazionale.
Ogni anno, nel mese di febbraio, lo stadio ospita le celebrazioni della festa dedicata alla Vergine della Candelaria, patrona della città di Puno. La festività dura diversi giorni, l'evento principale si svolge nello stadio cittadino dove vengono rappresentate da centinaia di persone danze e canti tradizionali; la celebrazione è stata riconosciuta come "patrimonio culturale della nazione" dall'Instituto Nacional de Cultura del Perú ed è stata proposta per il riconoscimento da parte dell'UNESCO a patrimonio dell'umanità.

## Struttura

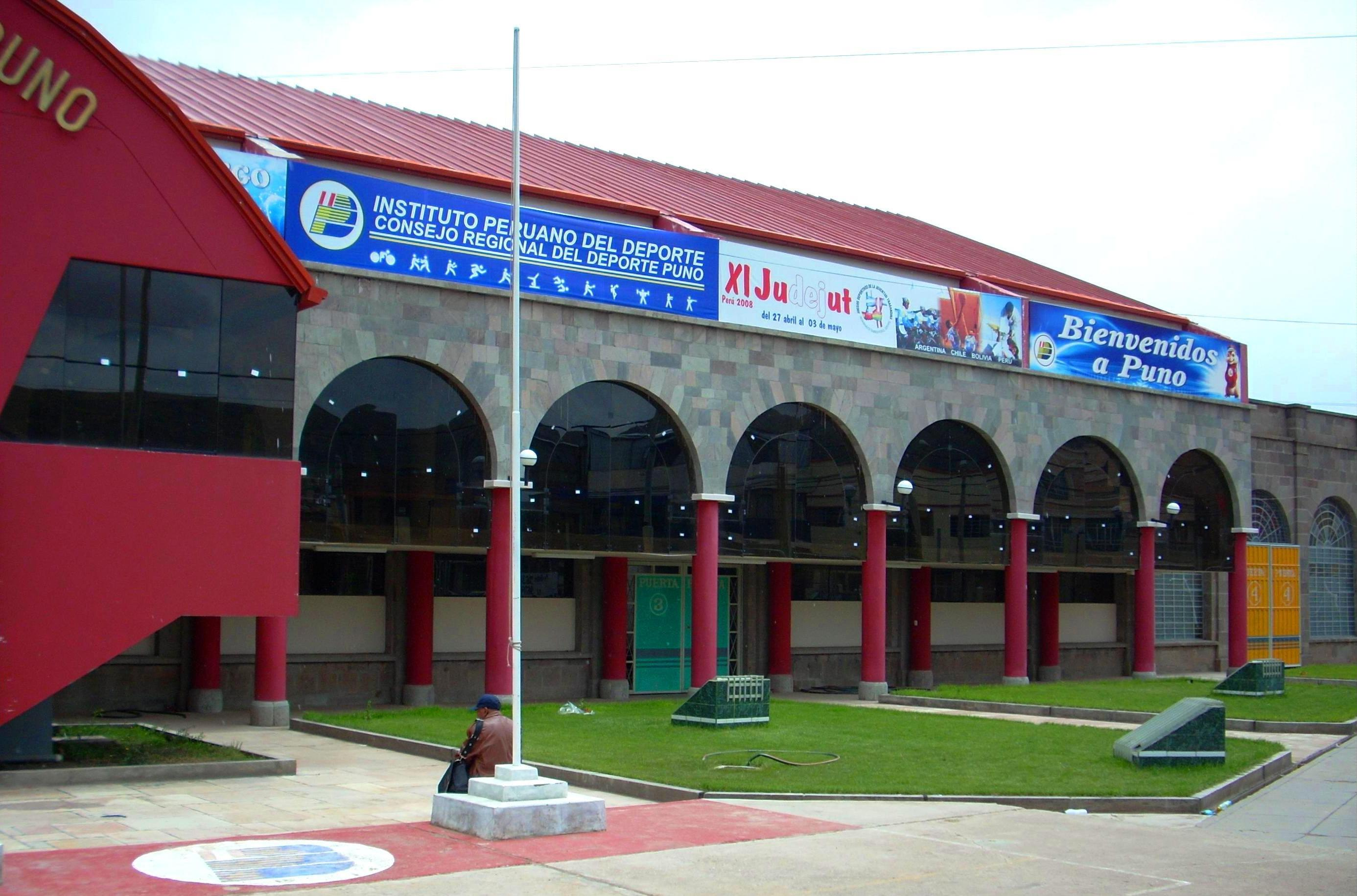
La facciata dello stadio.

Lo stadio sorge nelle vicinanze delle sponde del lago Titicaca ad una quota di 3829 m s.l.m. ed è interamente costruito in pietra. L'impianto è dotato di un tabellone elettronico, installato nel 2007, e di una pista di atletica leggera, costruita durante i lavori di ristrutturazione del 2009, costata oltre 3 milioni di nuevos soles.
Nel 2011 l'impianto ha ricevuto l'abilitazione ufficiale per ospitare le partite della Segunda División.
Intorno alla stadio sono stati costruiti altri impianti sportivi tra cui un campo da calcio a 5, uno da basket (con relativi spogliatoi) e altre strutture ricreative.